# Tobias Menzies
Hanan Tobias Simpson Menzies, född 7 mars 1974 i London, är en engelsk skådespelare. Han medverkade i Rome, där han spelade Brutus, i ett avsnitt av Black Mirror, i Game of Thrones (2013–2019) som Edmure Tully, och i Outlander som dubbelrollen Frank Randall och Jonathan "Black Jack" Randall. Hans syns också i Casino Royale (film, 2006) där han spelare M:s sekreterare Villiers. För sin roll i Outlander blev han Golden Globe Award-nominerad. Han porträtterade  prins Philip, hertig av Edinburgh i tredje och fjärde säsongen TV- serien The Crown.

## Filmografi (i urval)
- 2005–2007 – Rome (TV-serie) (TV-serie)
- 2006 – Casino Royale
- 2007 – Övertalning
- 2013–2019 – Game of Thrones (TV-serie)
- 2014 – The Honourable Woman (TV-serie)
- 2014–2018 – Outlander (TV-serie)
- 2015–2019 – Catastrophe (TV-serie)
- 2016 – The Night Manager (TV-serie)
- 2018 – The Terror (TV-serie)
- 2019–2020 – The Crown (TV-serie)
- 2025 – F1
- 2026 – The Entertainment System is Down